# Daniel Horton
Pour les articles homonymes, voir Horton.
Daniel Horton, né le 21 avril 1984 à Bâton-Rouge, est un joueur américain de basket-ball évoluant au poste de meneur.

## Biographie
Formé dans l'équipe universitaire des Michigan Wolverines, Horton obtient des statistiques probantes : 14,7 points, 4,4 passes, 2,6 rebonds et 1,7 interception. Non drafté en NBA, il jouer en Turquie où il tombe gravement malade et manque sa saison sur le plan statistique (8,8 points, 2,8 passes, 2 rebonds, 1,5 interception en 27 minutes de temps de jeu en moyenne).
Lors de la saison 2006-2007, Horton signe en NBA Development League chez les Los Angeles D-Fenders.
Lors du mois de février de la saison 2007-2008, il signe au Hyères Toulon Var Basket en tant que remplaçant de Sean Colson.
Mi-novembre 2008, il est engagé en tant que joker médical par l'Élan bearnais Pau-Orthez.
Lors de la saison 2009-2010, il fait son retour au Hyères Toulon Var Basket où il signe un contrat d'un an.

## Parcours universitaire
- 2002-2006 :  University of Michigan (NCAA I)

## Clubs
- 2006-2007 : 
  -  Pinar Karsiyaka (1er division)
  -  Los Angeles D-Fenders (NBA D-League)
- 2007-2008 : 
  -  Albuquerque Thunderbirds (NBA D-League)
  -  Hyères Toulon Var Basket (Pro A)
- 2008 :  Élan bearnais Pau-Orthez (Pro A)
- 2009-2010 : Hyères Toulon Var Basket (Pro A)

## Palmarès
- Médaillé de bronze au championnat des Amériques junior en 2002 (Isla de Margarita, Venezuela)